# Михайло Миколайович Шляхтицький
Михайло Миколайович Шляхтицький (рум. Şleahtiţchi Mihai; *17 березня 1956, с. Тирнова, Дондушенський район) — молдавський політик українського походження, депутат Парламенту Республіки Молдова. Доктор педагогічних наук, доцент.

## Біографія
Народився 17 березня 1956 в с. Тирнова Дондушенського району, одружений, має дочку.
- У 1979 Закінчив фізико-математичний факультет Бєльцького педагогічного інституту;
- 1987 — доктор педагогічних наук;
- 1998 — доктор психології, університет ім. А. І. Кузи, Ясси (Румунія);
- 1978-2005 — викладач БДУ ім. А. Руссо (Бєльці);
- 2005-2009 — завідувач кафедри соціальної психології та соціальної допомоги Міжнародного вільного університету Молдови — (Кишинів);
- 2009-2011 — депутат Парламенту Республіки Молдова, член комітету з питань культури освіти, досліджень молоді, спорту і ЗМІ.